# Tân An, Thủ Dầu Một
Tân An là một phường thuộc thành phố Thủ Dầu Một, tỉnh Bình Dương, Việt Nam.

## Địa lý
Phường Tân An có vị trí địa lý:
- Phía đông giáp phường Hiệp An
- Phía tây giáp Thành phố Hồ Chí Minh qua sông Sài Gòn
- Phía nam giáp phường Tương Bình Hiệp
- Phía bắc giáp thành phố Bến Cát qua sông Thị Tính.

Phường Tân An có diện tích 10,22 km², dân số năm 2021 là 16.833 người, mật độ dân số đạt 1.648 người/km².

## Hành chính
Phường Tân An được chia thành 9 khu phố: 1, 2, 3, 4, 5, 6, 7, 8, 9.

## Lịch sử
Sau năm 1975, Tân An là một xã thuộc huyện Châu Thành cũ.
Ngày 11 tháng 3 năm 1977, huyện Châu Thành giải thể, xã Tân An chuyển sang trực thuộc thị xã Thủ Dầu Một.
Ngày 10 tháng 12 năm 2003, Chính phủ ban hành Nghị định số 156/2003/NĐ-CP. Theo đó, thành lập xã Hiệp An trên cơ sở 144 ha diện tích tự nhiên và 3.571 người của xã Tương Bình Hiệp, 352 ha diện tích tự nhiên và 3.420 người của xã Tân An.
Sau khi điều chỉnh, xã Tân An còn lại 1.150 ha diện tích tự nhiên và 11.254 người.
Ngày 9 tháng 6 năm 2008, Chính phủ ban hành Nghị định số 73/2008/NĐ-CP. Theo đó, điều chỉnh 83,083 ha diện tích tự nhiên và 2.093 người của xã Tân An về xã Tương Bình Hiệp quản lý.
Sau khi điều chỉnh, xã Tân An còn lại 1.014,857 ha diện tích tự nhiên và 11.757 người.
Ngày 29 tháng 12 năm 2013, Chính phủ ban hành Nghị quyết số 136/NQ-CP. Theo đó, thành lập phường Tân An trên cơ sở toàn bộ diện tích và dân số của xã Tân An.
Sau khi thành lập, phường Tân An có 1.014,85 ha diện tích tự nhiên và 13.374 người.

## Di tích
- Đình Bến Thế